# Cryptus mentigus
Cryptus mentigus là một loài tò vò trong họ Ichneumonidae.